# Віконт Моулсворт

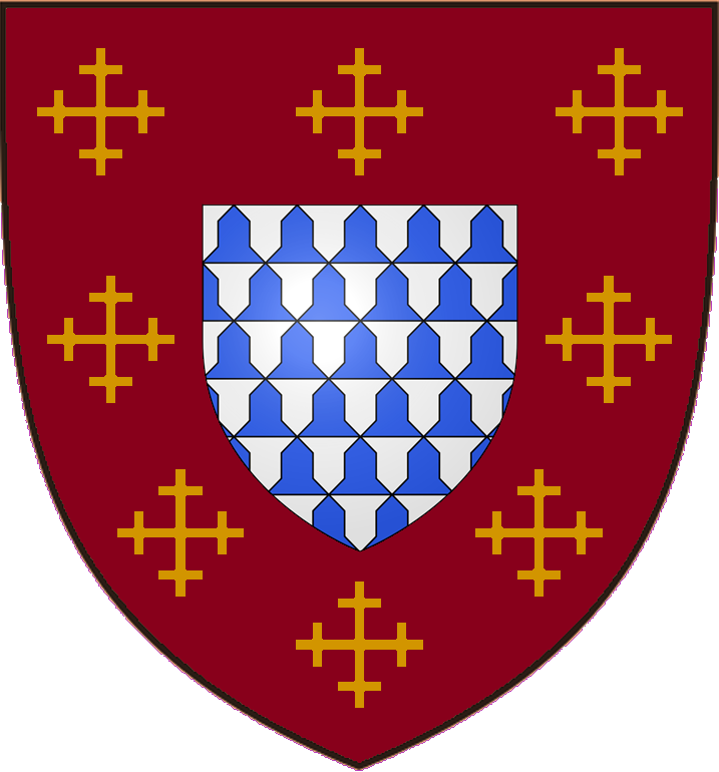
Герб віконтів Моулсворт.

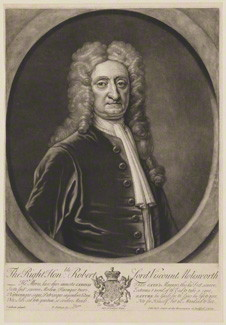
Річард Моулсворт – ІІІ віконт Моулсворт.

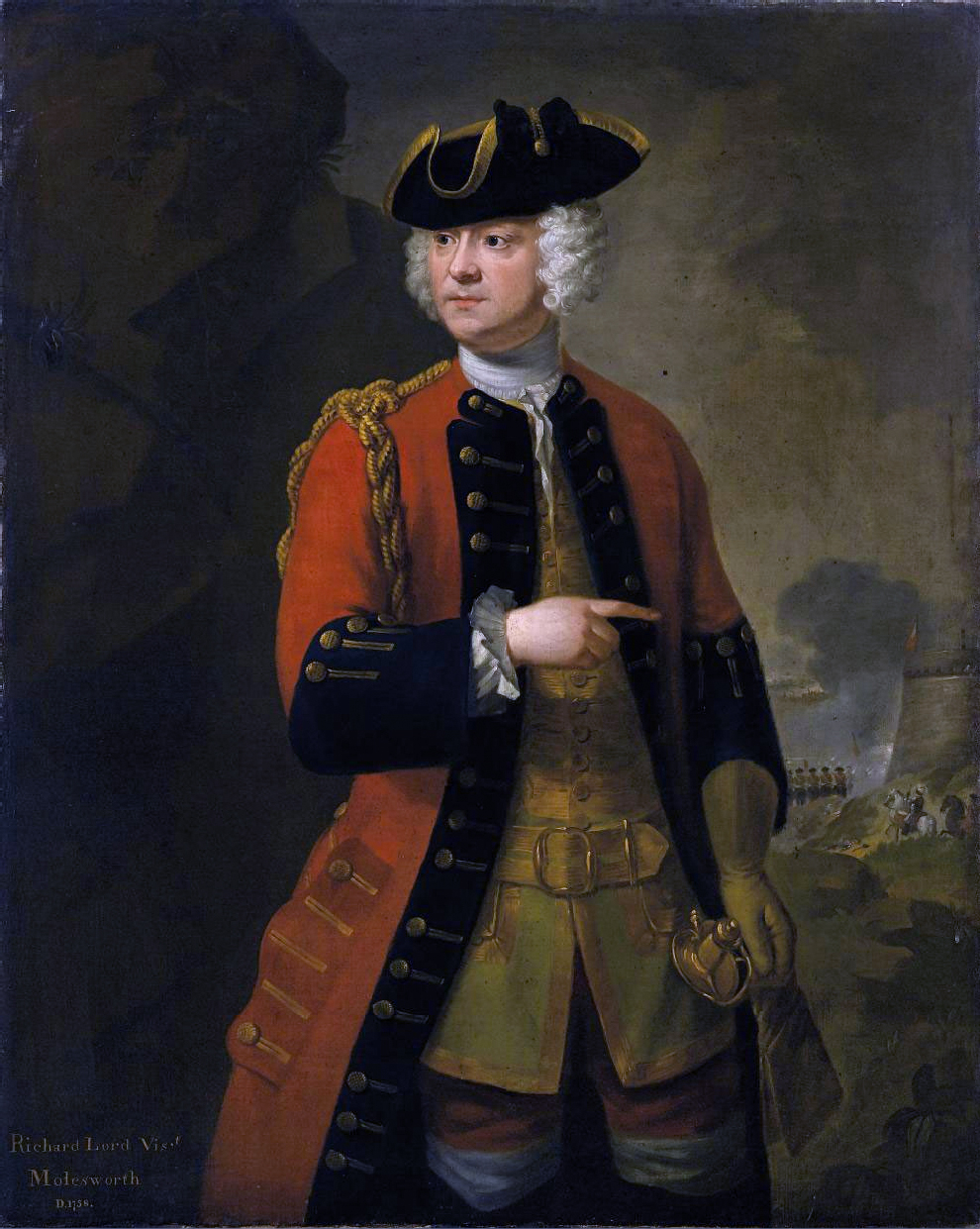
Роберт Моулсворт – І віконт Моулсворт.

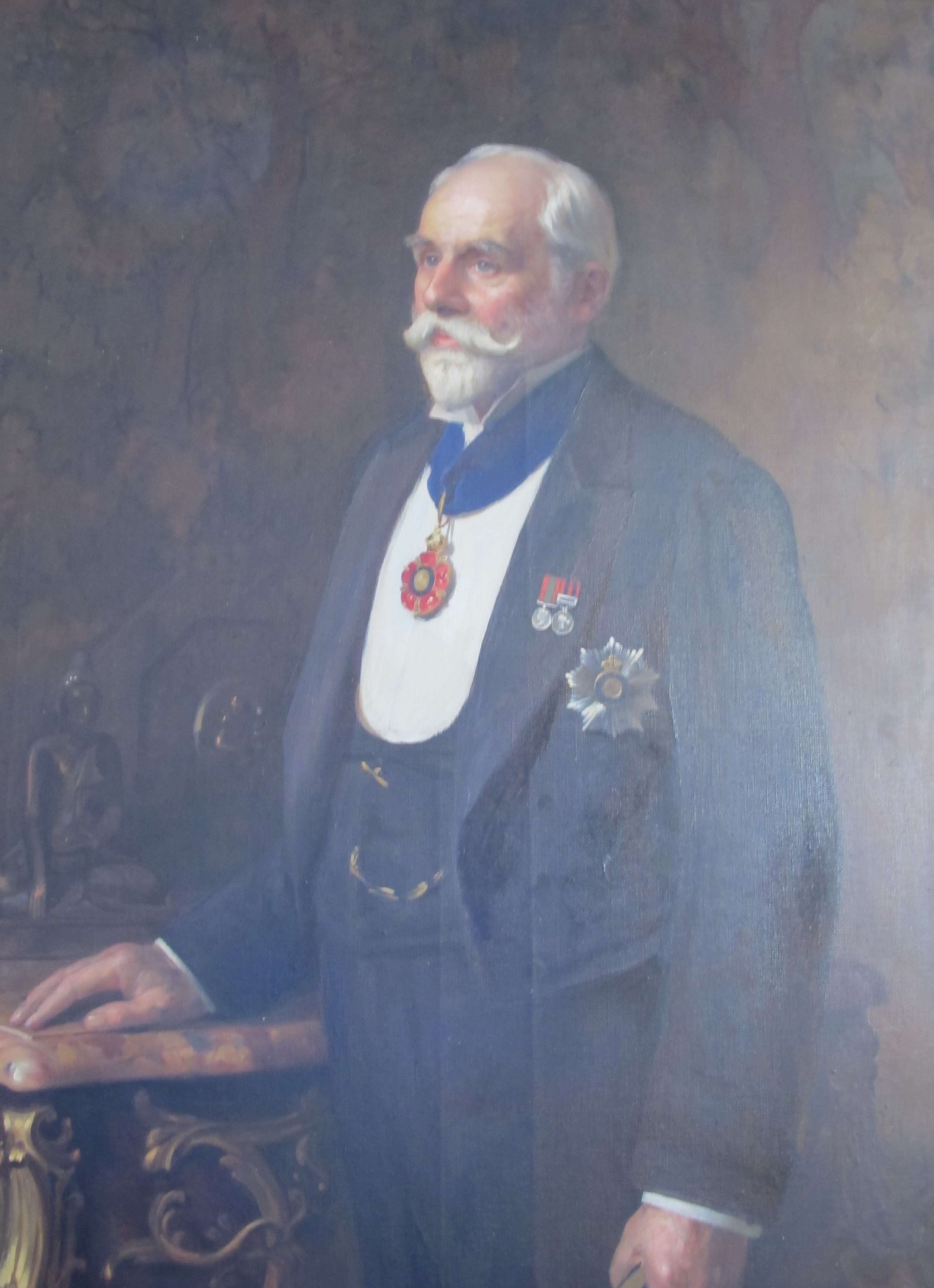
Прямий нащадок Роберта Моулсворта – сер Гілфорд Ліндсі Моулсворт (пом. 1925).

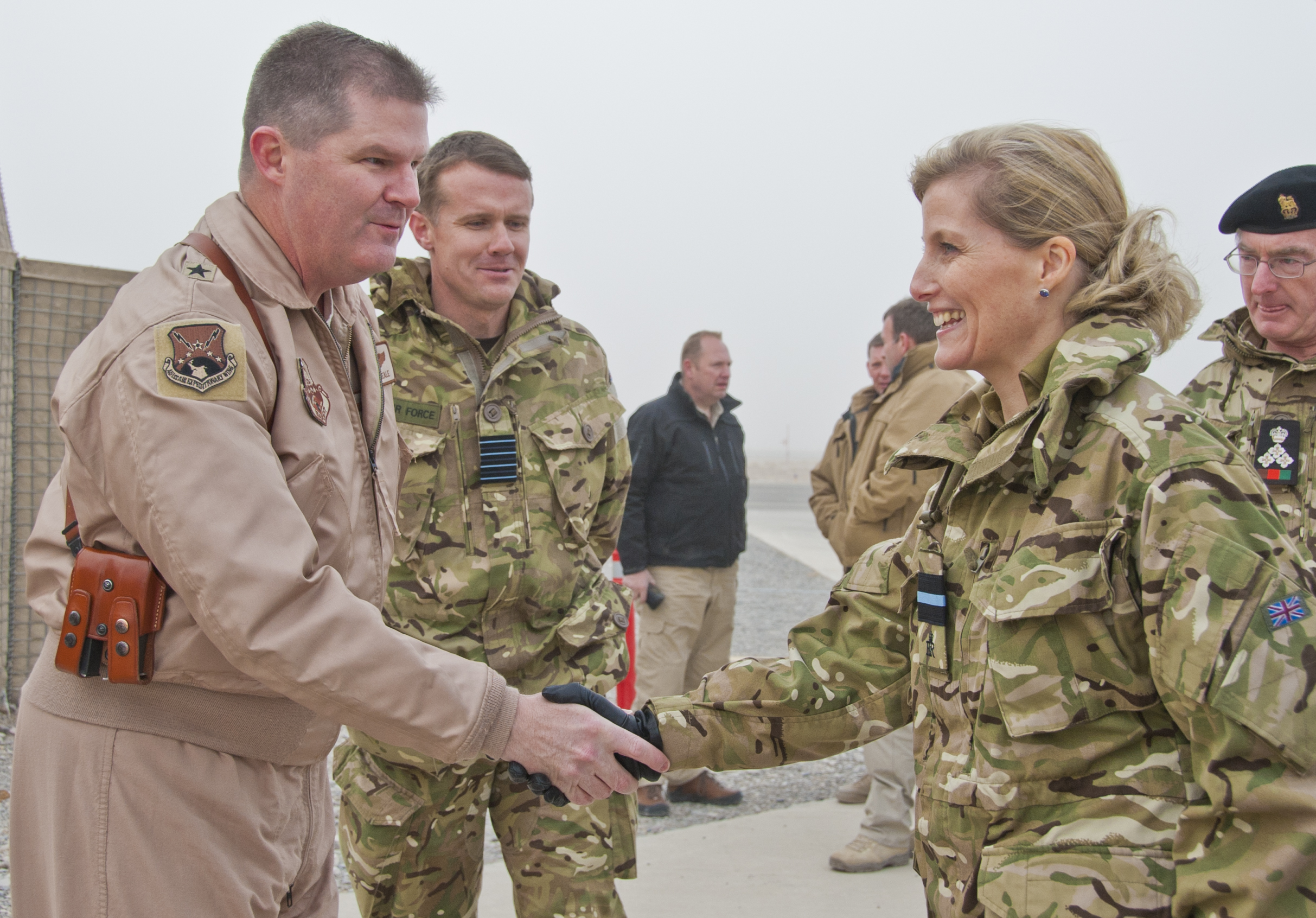
Прямий нащадок Роберта Моулсворта – Софі – графиня Вессекс.

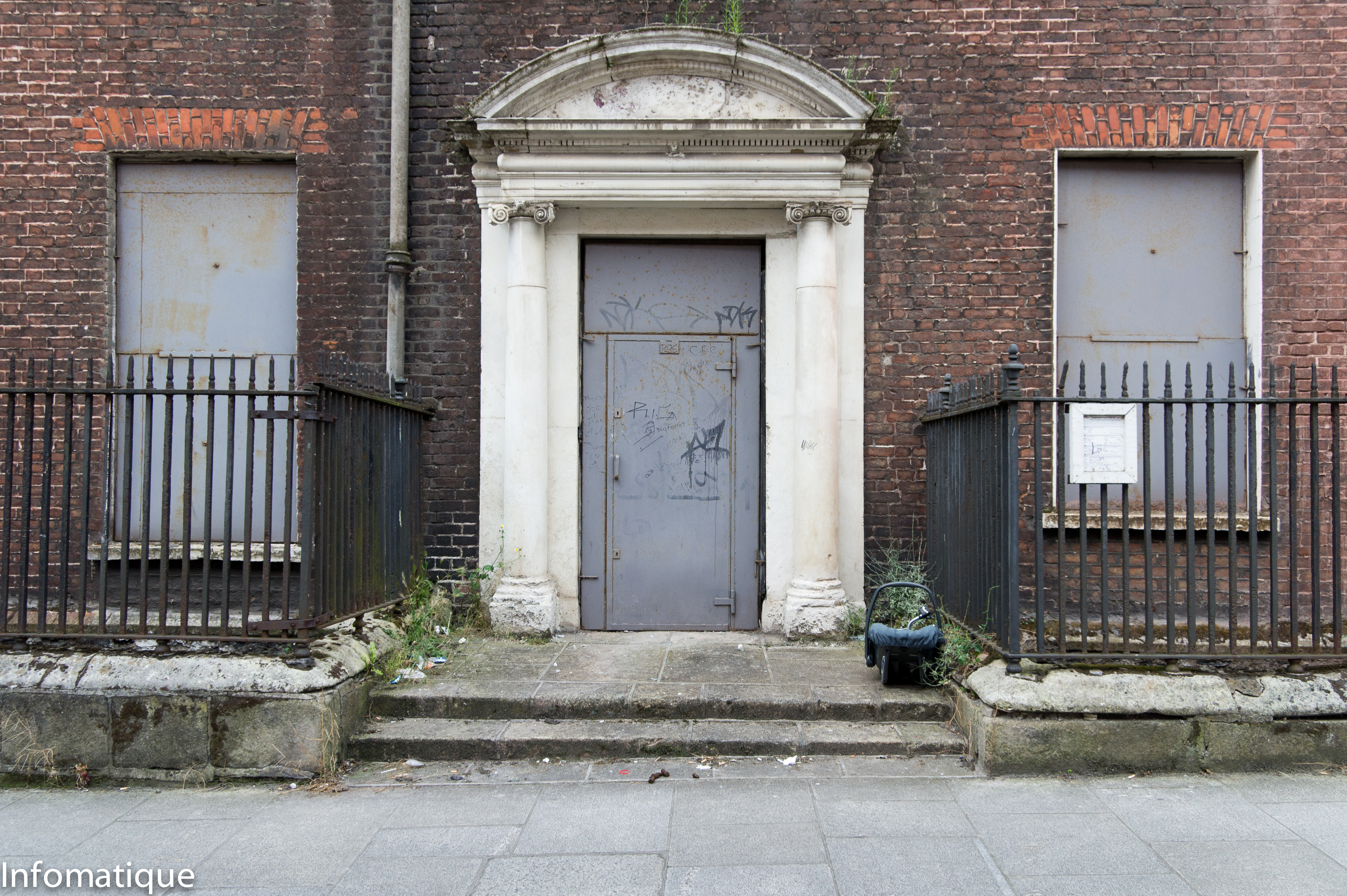
Вхід до Моулсворт-Таун-Хаус. Дублін.

Віконт Моулсворт (англ. - Viscount Molesworth) – аристократичний титул в перстві Ірландії. 

## Історія віконтів Моулсворт
Титул віконт Моулсворт зі Сворта, що в графстві Дублін був створений в перстві Ірландії в 1716 році для Роберта Моулсворта. Одночасно він отримав титули лорд Моулсворт, барон Філіпстаун, граф Кінгс у перстві Ірландії. У 1697 році Роберт Моулсворт був в Таємній раді Ірландії, був депутатом Палати громад парламенту Ірландії і представляв Дублін та Моулсворт (1695 – 1715), був депутатом Палати громад парламенту Великобританії і представляв Кемелфорд, Лостфілд, Іст-Ретфорд, Мітчел, був послом Великобританії в Данії. Роберт Моулсворт був письменнтиком, він автор книги «Розповідь про Данію» (1694). Книга присвячена політології, автор порівнював політичну ситуацію в країні з організмом людини та її здоров’ям. Роберт Моулсворт походив від давньої англійської аристократичної родини з Нортгемптонширу. Батько Роберта Моулсворта – теж Роберт Моулсворт (пом. 1656) був солдатом Кромвеля під час завоювання Ірландії і займався постачанням армії. При цьому дуже розбагатів. Роберт Моулсворт Молодший народився 7 вересня 1656 року - через  4 дні після смерті його батька. Його мати Джудіт Бісс пізніше вийшла заміж вдруге за сера Вільяма Тічборна з Больє. Юного Роберта виховувала родина його матері Бісс у Брекенстауні, що поблизу Свордз, графство Дублін. Роберт Моулсворт – майбутні І віконт Моулсворт під час «Славетної революції» та Вільямітських війн підтримав Вільяма ІІІ.  Роберт Моулсврт одружений з її світлістю Летицією Кут – дочкою Річарда Кута – І барона Кут та його дружини Мері Сент-Джордж. Вони мали 19 дітей – 11 синів і 6 дочок. У 1720 році Моулсворти втратили свої капітали помилково вклавши гроші в «Компанію Південних Морів» яка прогоріла. Роберт Моулсворт з трибуни парламенту закликав жорстоко покарати керівників компанії порівнюючи їх з батьковбивцями, які вбили власну країну. І віконт Моулсворт помер у Дубліні 22 травня 1725 року у віці шістдесяти дев’яти років і був похований у Сворді. Його вдова Летиція померла «від сильної застуди» в День Святого Патрика 1729 року і була похована в церкві Святого Аудоена в Дубліні.
Титул успадкував його старший син, що став ІІ віконтом Моулсворт. Він служив послом в королівстві Сардинія, в Великому герцогстві Тоскана, в Венеціанській республіці. Титул успадкував його молодший брат, що став ІІІ віконтом Моулсворт. Він був фельдмаршалом британської армії. Після смерті його сина – IV віконта Моулсворт ця лінія перервалася. Титул успадкував його двоюрідний брат, що став V віконтом Моулсворт. Він був старшим сином його світлості Вільяма Моулсворта – третього сина І віконта Моулсворт. Титул успадкував син V віконта, що став VI віконтом Моулсворт. Він був генерал-майором британської армії і загинув під час кораблетрощі «Арністона». Після його смерті і ця лінія перервалася. Титул успадкував його двоюрідний брат, що став VII віконтом Моулсворт. Він був старшим сином Річарда Моулсворта – третього сина його світлості Вільяма Моулсворта – третього сина І віконта Моулсворт. Титул успадкував його племінник, що став VIII віконтом Моулсворт. На сьогодні титулом володіє його правнук, що став ХІІ віконтом Моулсворт. Він успадкував титул від свого батька в 1997 році. 

## Віконти Моулсворт (1716)
- Роберт Моулсворт (1656 – 1725) – І віконт Моулсворт
- Джон Моулсворт (1679 – 1726) – ІІ віконт Моулсворт
- Річард Моулсворт (1680 – 1758) – ІІІ віконт Моулсворт
- Річард Нассау Моулесворт (1748 – 1793) – IV  віконт Моулсворт
- Роберт Моулесворт (1729 – 1813) – V віконт Моулсворт
- Вільям Джон Моулсворт (1763 – 1815) – VI віконт Моулесворт
- Річард Піготт Моулсворт (1786 – 1875) – VII віконт Моулсворт
- Семюел Моулсворт (1829 – 1906) – VIII віконт Моулсворт
- Джордж Багот Моулсворт (1867 – 1947) – IX віконт Моулсворт
- Чарльз Річард Моулсворт (1869 – 1961) – X віконт Моулсворт
- Річард Госсет Моулсворт (1907 – 1997) – XI віконт Моулсворт
- Роберт Бісс Келхем Моулсворт (1959 р. н.) – XII віконт Моулсворт

Імовірним спадкоємцем титулу є брат нинішнього власника титулу його світлість Вільям Джон Чарльз Моулсворт (1960 р. н.).     